# Unterseeboot 967
L'Unterseeboot 967 ou U-967 est un sous-marin allemand (U-Boot) de type VIIC utilisé par la Kriegsmarine pendant la Seconde Guerre mondiale.
Le sous-marin est commandé le 5 juin 1941 à Hambourg (Blohm + Voss), sa quille posée le 16 mai 1942, il est lancé le 4 février 1943 et mis en service le 11 mars 1943, sous le commandement du Leutnant zur See Herbert Loeder.
Il est sabordé dans la base sous-marine de Toulon en août 1944.

## Conception
Unterseeboot type VII, l'U-967 avait un déplacement de 769 tonnes en surface et 871 tonnes en plongée. Il avait une longueur totale de 67,10 m, un maître-bau de 6,20 m, une hauteur de 9,60 m et un tirant d'eau de 4,74 m. Le sous-marin était propulsé par deux hélices de 1,23 m, deux moteurs diesel Germaniawerft M6V 40/46 de 6 cylindres en ligne de 1 400 cv à 470 tr/min, produisant un total de 2 060 à 2 350 kW en surface et de deux moteurs électriques Brown, Boveri & Cie GG UB 720/8 de 375 cv à 295 tr/min, produisant un total 550 kW, en plongée. Le sous-marin avait une vitesse en surface de 17,7 nœuds (32,8 km/h) et une vitesse de 7,6 nœuds (14,1 km/h) en plongée. Immergé, il avait un rayon d'action de 80 milles marins (150 km) à 4 nœuds (7,4 km/h; 4,6 milles par heure) et pouvait atteindre une profondeur de 230 m. En surface son rayon d'action était de 8 500 milles nautiques (soit 15 700 km) à 10 nœuds (19 km/h).
L'U-967 était équipé de cinq tubes lance-torpilles de 53,3 cm (quatre montés à l'avant et un à l'arrière) et embarquait quatorze torpilles. Il était équipé d'un canon de 8,8 cm SK C/35 (220 coups), d'un canon antiaérien de 20 mm Flak et d'un canon 37 mm Flak M/42 qui tire à 15 350 mètres avec une cadence théorique de 50 coups par minute. Il pouvait transporter 26 mines TMA ou 39 mines TMB. Son équipage comprenait 4 officiers et 40 à 56 sous-mariniers.

## Historique
Il passe son temps d'entraînement initial à la 5. Unterseebootsflottille jusqu'au 30 septembre 1943, il rejoint son unité de combat dans la 6. Unterseebootsflottille puis dans la 29. Unterseebootsflottille à partir du 1er mars 1944.
Sa première patrouille est précédée d'un court trajet de Kiel à Bergen. Elle commence le 11 octobre 1943 au départ de Bergen. Le lendemain de l'appareillage, un homme (le Mechanikergefreiter Hans Brackert) passe par-dessus bord et se noie. Le 8 novembre 1943, il est attaqué par un appareil non identifié. Le 21 novembre 1943 au matin, l'U-967 est attaqué par des charges de profondeur larguées par le destroyer d'escorte HMS Essington (en), sans dommage. Le 30 novembre 1943, il est de nouveau attaqué par un appareil non identifié dans le golfe de Gascogne. Après 52 jours de recherche de convoi dans l'Atlantique Nord, l'U-967 atteint la base de Saint-Nazaire le 1er décembre 1943.
Sa deuxième patrouille commence le 20 janvier 1944. L'U-967 est appelé en renfort en Méditerranée. Il passe le détroit de Gibraltar dans la nuit du 12 au 13 février 1944 et croise au large des côtes algériennes, sans succès.
Sa troisième patrouille se déroule du 1er avril 1944 au 17 mai 1944. L'U-967 opère dans l'est de la Méditerranée. Le 26 avril 1944, il attaque sans succès un destroyer dans l'est de Gibraltar. Il entend une détonation. Dans la nuit du 4 au 5 mai 1944, il est localisé par le destroyer d'escorte USS Laning (en) après avoir tenté d'attaquer un bâtiment du convoi UGS-38 dans l'est de Gibraltar. À 4 h 41 du matin, il torpille et coule un destroyer d'escorte américain du même convoi. Sur les 216 hommes d'équipage, 188 (dont vingt-six blessés) sont recueillis par le Laning et le remorqueur HMS Hengist.
Le 8 mai 1944, l'U-967 manque un destroyer d'escorte dans le nord de l'île d'Alborán. Deux jours plus tard, il lui est impossible de passer à travers les bâtiments du convoi UGS-40. Il atteint finalement Toulon après 37 jours en mer.
Le 5 juillet 1944, l'U-967 est légèrement endommagé pendant un bombardement de l'USAAF au-dessus de la rade de Toulon. Le 6 août 1944, il est de nouveau endommagé pendant un autre assaut de l'USAAF.
Il est sabordé le 19 août 1944 à 20 h 30 à la position 43° 05′ N, 5° 56′ E, pour l'empêcher de tomber aux mains des alliés. Il est renfloué puis démoli en 1945.
Les bombardements font deux morts parmi l'équipage, le nombre de survivants est inconnu.

## Affectations
- 5. Unterseebootsflottille du 11 mars 1943 au 30 septembre 1943 (Période de formation).
- 6. Unterseebootsflottille du 1er octobre 1943 au 29 février 1944 (Unité combattante).
- 29. Unterseebootsflottille du 1er mars 1944 au 12 juillet 1944 (Unité combattante).

## Commandement
- Oberleutnant zur See Herbert Loeder du 11 mars 1943 à avril 1944.
- Fregattenkapitän Albrecht Brandi d'avril 1944 au 1er juillet 1944 (Croix de fer).
- Oberleutnant zur See Heinz-Eugen Eberbach du 2 juillet 1944 au 12 juillet 1944.

## Patrouilles
|       | Commandant             | Départ          | Départ      | Arrivée           | Arrivée     | Jours     | Succès  |
| ----- | ---------------------- | --------------- | ----------- | ----------------- | ----------- | --------- | ------- |
|       | Oblt. Herbert Loeder   | 5 octobre 1943  | Kiel        | 9 octobre 1943    | Bergen      | 5 jours   |         |
| 1     | Oblt. Herbert Loeder   | 11 octobre 1943 | Bergen      | 1er décembre 1943 | St. Nazaire | 52 jours  |         |
| 2     | Oblt. Herbert Loeder   | 20 janvier 1944 | St. Nazaire | 23 février 1944   | Toulon      | 35 jours  |         |
| 3     | Kptlt. Albrecht Brandi | 11 avril 1944   | Toulon      | 17 mai 1944       | Toulon      | 37 jours  | 1 300   |
| Total | Total                  | Total           | Total       | Total             | Total       | 129 jours | 1 300 t |

Note : Oblt. = Oberleutnant zur See - Kptlt. = Kapitänleutnant

### Opérations Wolfpack
L'U-967 a opéré avec les Wolfpacks (meute de loups) durant sa carrière opérationnelle.
- Siegfried (25-27 octobre 1943)
- Siegfried 1 (27-30 octobre 1943)
- Körner (30 octobre - 2 novembre 1943)
- Tirpitz 2 (2-8 novembre 1943)
- Eisenhart 4 (9-15 novembre 1943)
- Schill 3 (18-22 novembre 1943)

## Navire coulé
L'U-967 a coulé 1 navire de guerre de 1 300 tonneaux au cours des 3 patrouilles (129 jours en mer) qu'il effectua.
| Date       | Nom                | Nationalité | Tonnage | Convoi | Fait  | Localisation        |
| ---------- | ------------------ | ----------- | ------- | ------ | ----- | ------------------- |
| 5 mai 1944 | USS Fechteler (en) | US Navy     | 1 300   | GUS-38 | Coulé | 36° 07′ N, 2° 40′ O |